# Unterseeboot 488
L'Unterseeboot 488 (U-488) est un U-Boot type XIV utilisé par la Kriegsmarine pendant la Seconde Guerre mondiale.
Comme tous les sous-marins de type XIV, l'U-488 est un ravitailleur de sous-marins. C'est une « vache-à-lait » (Milchkuh) de la force sous-marine allemande (Ubootwaffe) : un grand sous-marin capable de ravitailler d'autres sous-marins de combat en combustible diesel, en torpilles, en pièces détachées, en vivres (25 t), disposant d'un personnel médical et de spécialistes en surnombre (mécaniciens de torpille, radios ou mécaniciens généralistes).

## Historique
De mars 1943 à avril 1944, l'U-488 réalise trois missions de ravitaillements au profit de quarante-et-un U-Boote.
Lors de sa première patrouille, l'U-488 part de Kiel le 18 mai 1943 pour une mission près des îles britanniques, puis entre les îles Féroé et l'Islande et dans l'Atlantique. En chemin du retour, il passe au nord-ouest des Açores et arrive à son port d'attache, la base sous-marine de Bordeaux en France occupée le 10 juillet 1943.
Lors de sa deuxième patrouille, l'U-488 est attaqué le 12 octobre 1943 par deux TBM Avengers du porte-avions d'escorte USS Card. Les avions revendiquent le naufrage du sous-marin, alors que l'U-488 poursuit sa navigation.
Le 15 octobre, le Maschinenmaat (un matelot préposé aux machines) Karl Bergmann meurt de maladie. Le 25 novembre, le Matrosenobergefreiter Heinz Heinlein tombe à l'eau. Secouru, il meurt d'une insuffisance cardiaque peu de temps après.
L'U-Boot retourne à Bordeaux le 12 décembre 1943.
L'U-488 quitte Bordeaux pour sa troisième patrouille le 22 avril 1944.
Il est coulé le 26 avril 1944 par des charges de profondeur lancées par des destroyers d'escorte américains USS Frost, Huse, Barber et Snowden dans l'Atlantique à l'ouest du Cap vert à la position géographique de 17° 54′ N, 38° 05′ O. 
Les soixante-quatre membres d'équipage meurent dans cette attaque.

## Affectations
- 4. Unterseebootsflottille du 1er février 1943 au 30 avril 1943 à Stettin en Pologne pendant sa période de formation
- 12. Unterseebootsflottille du 1er mai 1943 au 26 avril 1944 à la base sous-marine de Bordeaux en tant qu'unité combattante

## Commandement
- Oberleutnant zur See Erwin Bartke du 1er février 1943 à février 1944
- Oberleutnant zur See Bruno Studt de février 1944 au 26 avril 1944

## Navires coulés
- L'Unterseeboot 488, ayant un rôle de ravitailleur de sous-marin et n'étant pas armé de torpilles, n'a ni coulé, ni endommagé de navires pendant ses trois patrouilles.

### Référence
1. ↑  cf. W. Frank (1965) p. 234-235
2. ↑  cf. W. Frank (1965) p. 47-48
3. ↑  « War Patrols by German U-boat U-488 - Boats - uboat.net », www.uboat.net (consulté le 7 décembre 2009)